# ティム・フォリン
ティム・フォリン（Timothy J. Follin, 1970年 - ）はイギリス出身のゲームミュージック作曲家、ゲームクリエイターである。特に8bitパソコン時代の音源チップを使った活動で知られ、当時のイギリスの各コンピューター雑誌で天才と称えられた程の作編曲技術と音源操作技術を持つ。

## 来歴
音楽学校のLiverpool's Sandown Music Collegeにて1年間勉強した後、先にゲーム業界に入っていた兄のマイク・フォリンの後を追い、15歳で地元の小さなゲーム会社であったInsight Studio社に就職、プロ作曲家としての音楽制作活動を開始した。デビュー作はZX Spectrumの『Subterranean Stryker』（1985年）。ZX Spectrumに『バブルボブル』や『大魔界村』などを移植し天才プログラマと称えられた兄マイク・フォリンの手ほどきを受け、ティム・フォリンはプログラマとして活動したこともあり、ZX Spectrumにおいてはソフトウェア上で波形生成を行い、高速化のために自己書換を用いて、搭載されていたノイズ発生器のON,OFFの周期を制御して粗密波を発生させる事により調性音楽を奏でるというハックを実行した。最終的に、音源をBeep1音しか搭載しておらずまともな音楽を鳴らすことすら困難だった初代ZX Spectrumで、擬似6和音を奏でられる音源ドライバーを開発した。
1987年にマイク・フォリンの在籍したSoftware Creationsに移籍。ZX Spectrum 128Kに搭載されたAY-3-8910（PSG音源）を使った最初の作品は『バブルボブル』（1987年）。Software Creations社はマイク・フォリンをはじめとして有能なプログラマが多く、また『バブルボブル』の成功で大手デベロッパとなったため、その後は多数の大作ゲームの移植を手掛けるようになり、ティム・フォリンも『トップシークレット』など日本でもなじみのある有名な日本製ゲームの曲のアレンジを多く手掛けている。この時期の作品としては欧州版NESだけでなく北米版NESや日本版のファミコンでも発売された『ソルスティス』が有名。1990年には8ビット時代の終了を宣言。コモドール64（SID音源）での最後の作品は『ガントレットIII』（1991年）。この時期の作品はマイク・フォリンとの共作が多く、ZX Spectrum史上初のリアル3Dゲームとされる『ザ・センチネル』、スムーズスクロールすら困難だったZX Spectrumで1ドット単位の疑似多重高速スクロールを行っている『マッドギア』（LED Storm）など、BGMだけでなくゲーム自体の評価も高い。なおマイク・フォリンはゲーム業界を引退後、聖職者をしている。
16ビット時代は、『大魔界村』（Amiga版）では自身の声をサンプリング。『Thomas the Tank Engine & Friends』（SNES版）ではライブ音源を導入。『ロックンロールレーシング』（SNES版）を最後にSoftware Creationsを退職。
その後はMalibu Interactive社（『Time Trax』など）を経てフリーに。セガの看板タイトル『エコー・ザ・ドルフィン』（ドリームキャスト、2001年）への参加は、ティムのコモドール64時代のファンだったセガのプロデューサーのオファーによるもの。音楽は高い評価を受けた。
自作に会社の人間からさんざん口出しされるなど待遇の悪さを理由に、ゲーム業界を引退することを2005年に公式サイトで発表（例として、『Starsky & Hutch』の製作開始から最終リリースまで3年かかったことを挙げている）。その後、2012年に『Contradiction』の企画を引っ提げてKickstarterに登場。『Contradiction』（2014年）のクリエーターおよび作曲家としてゲーム業界に復帰。
マイク・フォリンとは別の兄弟であるジェフ・フォリンとの共作も多い。長年海外作品を中心に活躍して来たが、日本国内で発売された作品としてはファミリーコンピュータの『ソルスティス』などがある。アルペジオを多用する元々の作風だけでなく、外部音源が使えないNES用と言うこともあって、同時期のファミコンの曲調とはまったく違う異様な曲調となっている。
ちなみに楽曲はイギリスのPAL規格のTVで聴くのがティムの作曲した正しい音色で、日本やアメリカのNTSC規格のTVでは違って聞こえるので注意。また、ティムが最も好きなハードは今でもZX Spectrumで、最近のゲームは子供と一緒に遊んでいる『マリオギャラクシー』くらいしかしないとのこと。

## 作曲家としての代表作品
- ザ・センチネル The Sentinel(1985)
- ブタさん Psycho Pigs UXB (1988,ジェフ・フォリンと共同で作曲)
- QIX Qix (1989)
- ソルスティス 三次元迷宮の狂獣 Solstice (1990)
- シルバーサーファー Silver Surfer (1990,日本未発売 en:Silver Surfer (video game))
- ニュージーランドストーリー The New Zealand Story (アメリカでのタイトルは Kiwi Kraze) (1991,ジェフ・フォリンと共同で作曲)
- インディ・ジョーンズ 最後の聖戦(タイトー版) Indiana Jones and the Last Crusade (1991 )
- ガントレット3 Gauntlet III (1991,ジェフ・フォリンと共同で作曲)
- ロックンロールレーシング Rock N' Roll Racing (1993,ミュージック・ドライバーのデザイン担当及びアレンジ、ジェフ・フォリンと共同で作曲・アレンジ)
- PLOK (1993)
- レミングス Lemmings (2006,引退表明後の最後の作品)

### アレンジ参加作品
- バブルボブル Bubble Bobble(1987)
- 熱血硬派くにおくん Renegade (1987)
- 飛翔鮫 Sky Shark (1988)
- トップシークレット Bionic Commando (1988)
- 大魔界村 Ghouls 'n Ghosts (1989)
- パズルボブル4 Bust-A-Move 4 (1999,アンディ・ブロックと共同)